# 饒景暐
饒景暐（？—？），字叔淨，號業明，江西南昌府進賢縣人，明朝政治人物。

## 生平
萬曆十六年（1588年）戊子科江西鄉試第六十二名舉人，與二兄饒景暘、三兄饒景暉同時中舉，時謂三饒。二十三年（1595年）乙未科會試第三十七名，廷試三甲第十七名進士。刑部觀政，本年六月授保定府推官，二十七年丁父憂，历扬州府、永平府，升礼部祠祭司主事，历仪制司员外郎、主客司郎中，四十六年十月升河南颍川兵备左参政。天启元年（1621年）二月升广东按察使，二年（1622年）升廣東左布政使。

## 家族
曾祖饒檖，教谕；祖父饒尚章，县丞；父饒裳，封承德郎工部主事。母邹氏，封安人。具庆下。二兄饒景暘、三兄饒景暉、四兄饒景曜。
從兄饒廷錫（甲戌進士）、饒崙（癸未进士、御史）、饒位（庚戌進士、副使）、饒伸（癸未进士、南京吏部主事）。